# Bythorn
Bythorn est un village du Cambridgeshire, en Angleterre.